# Leucilna aminopeptidaza
Leucilna aminopeptidaza (EC 3.4.11.1, leucinska aminopeptidaza, leucilna peptidaza, peptidaza S, citozolna aminopeptidaza, katepsin III, L-leucinska aminopeptidaza, leucinaminopeptidaza, leucinamidna aminopeptidaza, FTBL protein, proteinska FTBL, aminopeptidaza II, aminopeptidaza III) je enzim. Ovaj enzim katalizuje sledeću hemijsku reakciju
Oslobađanje N-terminalnih aminokiselina, Xaa-Yaa-, gde je Xaa preferentno Leu, mada može da bude druga aminokiselina uključujući Pro. Ne može da bude Arg ili Lys. Yaa može da bude Pro. Amidi aminokiselina i metil estri se takođe lako hidrolizuju. Brzine hidrolize arilamida su veoma male
Ovaj cinkov enzim je izolovan iz bubega svinja i sočiva goveda.

## Spoljašnje veze
- Leucyl+aminopeptidase на 